# Syngrapha alpina
Syngrapha alpina är en fjärilsart som beskrevs av Ichinose 1963. Syngrapha alpina ingår i släktet Syngrapha och familjen nattflyn. Inga underarter finns listade i Catalogue of Life.